# Шульгина Любов Миколаївна
Любов Миколаївна Шульгина, до шлюбу Устимович (1865, Холмщина — 1945) — українська громадська і культурна діячка, дружина історика і педагога Якова Шульгина. 

## Життєпис
Родом з Холмщини, походила з давнього козацько-старшинського роду, пряма нащадка гетьмана Павла Полуботка (непряма — гетьмана Данила Апостола). 
Закінчила Київські вищі жіночі курси, історико-філологічні факультети у Києві та Москві; учителювала на Полтавщині та Києві (вела молодший підготовчий клас у Першій українській гімназії ім. Т. Г. Шевченка, була активна в Київській Громаді. 1914 року Шульгина разом зі своєю дочкою Надією співорганізаторка клубу «Родина» у Києві, що опікувався пораненими українськими вояками, згодом Товариства допомоги жертвам війни (офіційна назва — «Товариство допомоги населенню півдня Росії, що постраждало від воєнних дій»), яке допомагало звільненню військовополонених галичан.
1944 року після звільнення Рівного від нацистської окупації родина Шульгиних-Іщуків емігрувала до Німеччини, де перебували у таборах для біженців. Померла у 1945 році під час перебування в Саксонії,  окупованій радянськими військами.